# Plac Wojska Polskiego (Warszawa)
Plac Wojska Polskiego – osiedle i obszar MSI w Warszawie w dzielnicy Wesoła. Granicę od południa wyznacza oś ul. Okuniewskiej, a od wschodu, północy i zachodu ogrodzenie osiedla.
Plac Wojska Polskiego stanowi północną część dzielnicy Wesoła o kształcie klinu na północ od ulicy Okuniewskiej. Jest to obszar w dużej mierze zalesiony, pośrodku którego znajduje się osiedle z m.in. szkołą podstawową im. T. Kościuszki i parafią wojskową Jana Pawła II.

## Historia
Obszar ten stanowił dawniej południową część poligonu zieloneckiego.
31 grudnia 1961 obszar (330 ha) odłączono od miasta Zielonka w powiecie wołomińskim i włączono do osiedla Wesoła w powiecie otwockim. Podobny prostokątny obszar o powierzchni 220 ha (stanowiący wschodnie przedłużenie obszaru włączonego do Wesołej), włączono do osiedla Sulejówka w powiecie otwockim, gdzie nadal stanowi park (nienazawany obszar ewidencyjny 0027) w północnej części miasta.
W związku z nadaniem Wesołej praw miejskich 1 stycznia 1969 obszar ten stał się częścią miasta. 1 czerwca 1975 Wesoła weszła w skład stołecznego województwa warszawskiego. W związku z kolejną reformą administracyjną, Wesoła weszła w skład powiatu mińskiego w województwie mazowieckim. 1 stycznia 2002 Wesołą wyłączono z powiatu mińskiego i przyłączono do powiatu warszawskiego. W związku ze zniesieniem powiatu warszawskiego 27 października 2002 miasto Wesoła, wraz z Placem Wojska Polskiego, włączono do Warszawy.